# Laburnum laburnum
Laburnum laburnum là một loài thực vật có hoa trong họ Đậu. Loài này được (L.) Dorfler miêu tả khoa học đầu tiên năm 1899.